# أكرض أوماسين (تغمي)
أكرض أوماسين هو دُوَّار يقع بجماعة تيغمي، إقليم تيزنيت، جهة سوس ماسة في المملكة المغربية. ينتمي الدوّار لمشيخة تغمي التي تضم 60 دواوير. يقدر عدد سكانه بـ 147 نسمة حسب الإحصاء الرسمي للسكان والسكنى لسنة 2004.

## روابط خارجية
- البوابة الوطنية للجماعات الترابية
- المندوبية السامية للتخطيط